# Velika loža Cipra
Velika loža Cipra (grč. Μεγάλη Στοά της Κύπρου) je regularna slobodnozidarska velika loža u Cipru. Osnovana je 2006. godine uz pomoć Velike lože Grčke.
Pored ove velike lože na Cipru djeluje i regularna Kotarska velika loža Cipra, kotarska velika loža u strukturi Ujedinjene velike lože Engleske.

## Povijest
Prvih pet loža u Cipru osnovane su pod pokroviteljstvom Velike lože Grčke. Prvo je 1918. godine osnovana Loža "Kimon" u Larnaki. Tijekom 1920-ih osnovane su tri lože: Loža "Solon" Nikoziji (1921.), Loža "Kinyras" br. 64 u Pafosu (1923.) i Loža "Evagoras" u Limassol (1928.). Druga loža u Nikoziji, Loža "Adonis" osnovana je 1961., a treža, Loža "Kinon Kyprion", osnovana je 1977. godine.
Cipar je 1960. godine stekao nezavisnost od Ujedinjenog Kraljevstva.
Nakon nekoliko pokušaja, ciparski slobodni zidari iz pet spomenutih loža okupili su se 4. prosinca 2005. godine i na tom skupu velikom većinom glasova donijeli povijesnu odluku o osnivanju svoje velike lože u Cipru. Na sljedećem skupu 15. siječnja 2006. godine organizirani su prvi izbori za dužnosnike velike lože. Velika loža Cipra službeno je konstituirana i utemeljena 8. listopada 2006. godine uz pomoć Velike lože Grčke, Velike lože Austrije i američke Velike lože Pennsylvanije.

## Ustroj
Sjedište Velike lože Cipra je u Nikoziji. 

### Loža
U 2025. godini pod zaštitom ove velike lože radi 16 loža, do toga po šest u Nikoziji i Limassolu, tri u Larnaki te jedna u Pafosu.
- Loža "Kimon" (Στοά Κιμων) br. 1, Larnaka – nosi naziv po atenskom generalu i političaru Kimonu; osnovana je 1918. godine kao loža br. 53 pod zaštitom Velike lože Grčke.
- Loža "Solon" (Στοά Σολων) br. 2, Nikozija – nosi naziv po atenskom političaru i pjesniku Solonu; osnovana je 1921. godine kao loža br. 55 pod zaštitom Velike lože Grčke.
- Loža "Kinyras" (Στοά Κινυρασ) br. 3, Pafos – nosi naziv po ciparskom kralju Kinyrasu; osnovana je 1923. godine kao loža br. 64 pod zaštitom Velike lože Grčke.
- Loža "Evagoras" (Στοά Ευαγορασ) br. 4, Limassol – nosi naziv po salamiskom kralju Evagorasu; osnovana je 1928. godine u Famagusti kao loža br. 77 pod zaštitom Velike lože Grčke.
- Loža "Adonis" (Στοά Αδονισ) br. 5, Nikozija – nosi naziv po Adonisu, bogu smrti i ponovnog rođenja u grčkoj mitologiji; osnovana je 1961. godine kao loža br. 115 pod zaštitom Velike lože Grčke.
- Loža "Kinon Kyprion" (Στοά Κοινον Κυπριων) br. 6, Nikozija – osnovana je 1977. godine kao loža br. 126 pod zaštitom Velike lože Grčke.
- Loža "Goethe" (Στοά Γκαιτε) br. 7, Larnaka – nosi naziv po njemačkom književniku i znanstveniku Johannu Wolfgangu von Goetheu i radi na njemačkom jeziku.
- Loža "Giuseppe Garibaldi" (tali. Loggia Giuseppe Garibaldi) br. 8, Nikozija – nosi naziv po talijanskom revolucionaru i masonu Giuseppeu Garibaldu i radi na talijanskom jeziku.
- Loža "Akropola u Amathusu" (Στοά Ακροπολισ-Αμαθουσια) br. 9, Limassol – nosi naziv po akropoli u antičkom gradu Amathus smještenom pored Limassola.
- Loža "Hiram Abif" (engl. Hiram Abiff Lodge) br. 10, Nikozija – nosi naziv po Hiramu Abifu.
- Loža "Salina" (Στοά Σαλινα) br. 11, Larnaka – nosi naziv po drugom nazivu za Larnaku i radi na engleskom jeziku.
- Loža "Striktna opservancija 73" (engl. Strict Observance 73 Lodge) br. 12, Limassol – nosi naziv po Obredu striktne opservancije i radi na engleskom jeziku.
- Loža "Sveti Andrija" (engl. St Andrews Lodge) br. 13, Limassol – nosi naziv po Sv. Andriji i radi na engleskom jeziku.
- Loža "Perzej" (engl. Perseas Lodge) br. 14, Nikozija – nosi naziv po Perzeju, junaku u grčkoj mitologiji i radi na engleskom jeziku.
- Loža "Jedinstvo" (engl. Unity Lodge) br. 15, Limassol – radi na engleskom jeziku.
- Loža "Zenon" (Στοά Ζηνων) br. 18, Limassol – nosi naziv po starogrčkom-feničanskom filozofu Zenonu Kitijskom, osnivač stoicizma; radila pod zaštitom Velike lože Grčke do 2024. godine.

### Uprava
Velikom ložom Cipra upravlja veliki majstor koji se bira na trogodišnje razdoblje. Dosadašnji veliki majstori su:
- Iakovos Jak. Vorkas (2006. – ?)
- Panayiotis M. Joannou (? – ?)
- Petros S. Machalepis (oko 2016.)[5]
- Andreas Chr. Charalambous (oko 2021.)[6]

### Međunarodna suradnja
Velika loža Cipra sudjeluje u radu Svjetske konferencije regularnih masonskih velikih loža. Također, potpisala je povelje o prijateljstvu i međusobnom priznavanju s preko 140 regularnih velikih loža.

### Obredi
Velika loža Cipra upravlja simboličkim stupnjevima plave lože (učenik, pomoćnik i majstor) i delegira upravljanje visokim stupnjevima na dodatna tijela i redove.

## Pridružena tijela i redovi
Upravljanje visokim stupnjevima Velika loža Cipra provodi kroz pridružena tijela i redove od kojih svaki predstavlja jedan obred a na temelju potpisanih konkordata.
- Vrhovno vijeće 33. i posljednjeg stupnja za Cipar Drevnog i prihvaćenog škotskog obreda (Ύπατο Συμβούλιο του 33° και τελευταίου βαθμού δια την Κύπρον του Αρχαιου και Αποδεδεγμενου Σκωτικου Τυπου) – nadležno za rad Drevnog i prihvaćenog škotskog obreda.[7]
- Veliki kapitel slobodnih zidara kraljevskog luka Cipra – nadležno za rad Kraljevskog luka.
- Velika imperijalna konklava Slobodnozidarskog i vojnog reda crvenog križa cara Konstatina Cipra – nadležna za rad reda Crvenog križa cara Konstatina.[8]
- Pridružena tijela i redovi koji imaju svoje jedinice u Cipru:
  -  Šrajnerski centar "Emirat" Međunarodnog reda Šrajnera (engl. Emirat Shriners Chapter of Shriners International) – nadležan za rad Šrajnera.[9]

Vrhovno vijeće za Cipar uspostavljeno je u studenom 2006. godine uz pomoć Vrhovnog vijeća Grčke od dvije lože savršenstva, pet kapitela ružinog križa i tri areopaga. Član je Europske konfederacije vrhovnih vijeća (engl. European Confederation of Supreme Councils). Dosadašnji veliki zapovjednici su Omiros Dionysiou (2012. – 2015.) i Frangiskos Constantinou (2015. – 2018.).
Veliki kapitel Cipra je član je Međunarodnog Generalnog velikog kapitela slobodnih zidara kraljevskog luka.

## Vanjske poveznice
- Službena stranica